# José Riquelme López-Bago
José Riquelme López-Bago   (Tarragona, 31 d'agost de 1880 - 17è districte de París, 28 de gener de 1972) va ser un militar català que va destacar per la seva actuació en les Guerres del Marroc i la Guerra Civil espanyola.

## Biografia
Va realitzar una part essencial de la seva carrera militar a Àfrica, durant la coneguda com Guerra del Rif. En 1921 ja era Coronel i Cap de la Policia Indígena. Després del Desastre d'Annual, va protagonitzar un enfrontament amb el general Sanjurjo amb motiu de l'Expedient Picasso. En 1924 va participar en la reconquesta de Tetuan.
En 1929 va ser membre del Tribunal Militar que va jutjar a José Sánchez Guerra per la revolta dels artillers de Ciudad Real. L'absolució del polític conservador va provocar que Riquelme fos passat a la reserva.
L'endemà de la proclamació de la Segona República Espanyola va ser ascendit a general de Divisió i nomenat Capità General de la III Regió Militar, a València.
El cap del Govern i ministre de la Guerra, Alejandro Lerroux va sotmetre a la signatura del president de la República el Decret de 15 de febrer de 1935 nomenant José Riquelme cap de la Segona Divisió Orgànica amb seu a la ciutat de Sevilla. Des dels primers moments de la Guerra Civil espanyola, es manté fidel al Govern republicà. Va ser nomenat cap de la Primera Divisió Orgànica, ocupant el buit de comandament que existia després del fracàs del cop d'estat del 18 de juliol de 1936. Va manar les forces que van atacar Toledo i les que van lluitar després en el Guadarrama. No obstant això, al començament de setembre les seves forces van sofrir importants derrotes a Oropesa i Talavera de la Reina que van causar el seu processament. Absolt en 1938, torna al servei com a comandant militar de Barcelona.
A partir de 1939, després de la caiguda de Catalunya, es va exiliar en França fins a la seva mort en París, en 1972. Es troba enterrat al Cementiri parisenc del Père-Lachaise
Casat en primeres noces amb Milagros Ojeda Varona que va ser Presidenta de la Creu Roja de Larraix i en segones noces amb Manuela Ruiz Juan, que va ser presidenta del comitè de Creu Roja de la República Espanyola en l'exili a França. Té de la primera esposa una neta a Mèxic, María Rosa Judez Riquelme, i dos besnets, Francisco i Diego Alberto Flores Judez.